# Abdulrashid Sadulaev
Abdulrashid Bulachevich Sadulaev (em russo:  Абдулрашид Булачевич Садулаев; Tsurib, 9 de maio de 1996) é um lutador de estilo-livre russo. 

## Carreira
Sadulaev competiu na Rio 2016, na qual conquistou a medalha de ouro na categoria até 86 kg.
Obteve o título da até 97 quilogramas em Tóquio 2020 a derrotar Kyle Snyder por 6–3 na final.